# Élodie Gossuin
Élodie Gossuin (Reims, 15 de diciembre de 1980) es una ganadora de concursos de belleza, modelo, presentadora de radio y televisión, columnista y política regional francesa. Fue elegida Miss Picardía 2000, Miss Francia 2001 (es la 72.ª Miss Francia), y Miss Europa 2001. Desde 2016, es la portavoz francesa de la votación en Eurovision.

## Primeros años y educación
Élodie Gossuin nació en Reims en el departamento de Marne. Se crio en Trosly-Breuil en la región de Picardía, un pueblo a 10 kilómetros al este de la ciudad de Compiègne en el departamento de Oise. Durante su adolescencia, ganó varios concursos de belleza locales. 
Mientras practicaba para ser enfermera, realizó su examen final en el instituto en el campo de ciencias con la opción de biología. Estudió en la facultad de Medicina de Amiens y luego estudió en la Escuela de Enfermería.

## Miss Francia y Miss Europa

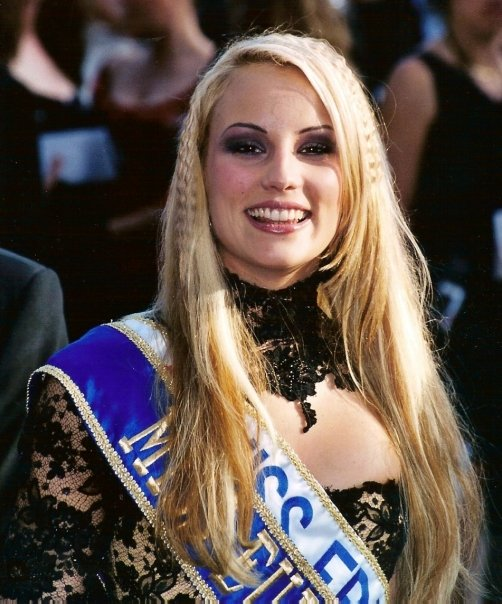
Élodie Gossuin llevando sus bandas de Miss Francia Miss Europa.

Ganó el concurso de Miss Picardía en noviembre de 2000, el cual le permitió competir para el título de Miss Francia 2001 en Mónaco el 9 de diciembre de 2000, emitido directamente en TF1 con una audiencia de 14 millones de telespectadores. Ganó el concurso y como resultado, recibió considerable cobertura de prensa.
Durante un año, Gossuin viajó por Francia con Geneviève de Fontenay, presidenta del comité de Miss Francia. Se clasificó en el Top 10 del concurso Miss Universo 2001 en San Juan, Puerto Rico. Ganó el concurso de Miss Europa 2001 en Beirut, y luego comenzó a trabajar como modelo y a hacer apariciones publicitarias.
En 2003, se convirtió en portavoz para la marca Lucie Saint-Clair, una peluquera internacional. Ese mismo año, se crearon su club de fanes club y su página web oficial. 
Desde septiembre de 2010, ha sido la representante en Europa de Royal Extension, una marca de extensiones de pelo.

## Política
En 2003, Gossuin se embarcó en la carrera política. Fue elegida en Oise en la lista del partido UDF-UMP liderado por Gilles de Robien, y se convirtió en consejera regional en su nativa región de Picardía el 28 de marzo de 2004. Su trabajo y asistencia al Consejo Regional le ganaron el reconocimiento de sus oponentes políticos.
Ocupando la séptima posición en la lista de la mayoría presidencial liderada por Caroline Cayeux durante las elecciones regionales de 2010, perdió temporalmente su mandato unos pocos meses, pero regresó al Consejo Regional después de la renuncia de Édouard Courtial el 14 de octubre de 2010.

## Presentadora de televisión
Desde 2005, Gossuin ha presentado el programa Miss Swan en TF6. En 2006, se convirtió en columnista para la revista Public y el programa Morning café en M6. En marzo de 2007, se unió al canal Direct 8 y se convirtió en colaboradora del programa Un Max de services. Desde abril de 2004 hasta octubre de 2011, fue parte del equipo de colaboradores del programa Touche pas à mon poste ! presentado por Cyril Hanouna en France 4.
El 5 de diciembre de 2010 Gossuin y Jacky presentó el concurso Miss Nationale 2011, una nueva iniciativa creada por Geneviève de Fontenay. El programa fue también emitido en el canal BFM TV.
En 2011, copresentó junto a Enora Malagré el programa Ça va mieux en le disant en France 4. Desde octubre de 2012, presenta en el mismo canal Un coach pour changer ma vie, un controvertido programa sobre la eficacia terapéutica. En 2012, contribuyó en el programa Faut pas rater ça ! en el mismo canal. El 29 de abril de 2016, se anunció que sería la portavoz de Francia en el Festival de la Canción de Eurovision de 2016.  Su desafinada interpretación de la entrada de Francia ese año se volvió viral en las redes sociales y se convirtió en el tema de numerosos memes y vídeos mash-ups. Volvió a ser la portavoz de Francia en el Festival de la Canción de Eurovision de 2017, y presentó los puntos de Francia en 2018.

## Presentadora de radio
En marzo de 2011, se unió al equipo del programa matutino Manu à la radio ! en NRJ copresentado por Virginie de Clausade y la reemplazó durante su baja por maternidad. Gossuin también copresentó de agosto de 2011 a junio de 2012 el programa Manu dans le 6/9! en la misma emisora de radio.

## Concursante en televisión
Gossuin ha participado regularmente en el concurso Mot de passe presentado por Patrick Sabatier en France 2. Participó en la primera temporada de La Ferme Célébrités en 2004 donde quedó tercera, permaneció diez semanas y ganó 150,000 € para su asociación. Participó seis veces en Fort Boyard en 2001, 2003, 2008 (con su marido), 2009, 2011 y  2012 para recaudar fondos para asociaciones.
También participó en el programa Incroyables Expériences emitido el 27 de febrero de 2010 en France 2. Participó el 17 de diciembre de 2011 en el programa de prime time N'oubliez pas les paroles presentado por Nagui en el mismo canal. Con Gérard Lenorman, ganó 50,000 € para la asociación Vaincre la musoviscidose. Participó en Qui veut gagner des millions ? (versión francesa de ¿Quién quiere ser millonario?) en agosto de 2012 en TF1. En 2013, participó regularmente en el concurso Tout le monde aime la France presentado por Sandrine Quétier en el mismo canal.

## Vida personal
Élodie Gossuin se casó con el modelo Bertrand Lacherie el 1 de julio de 2006 en Compiègne. Añadió el nombre de su marido al de ella (Gossuin-Lacherie).
Dio a luz el 21 de diciembre de 2007 a mellizos, un niño y una niña llamados Jules y Rose. Anunció el 29 de mayo de 2013 en su cuenta de Twitter que estaba esperando su tercer hijo, pero luego el 23 de julio anunció que esperaba de nuevo mellizos. Dio a luz el 11 de octubre de 2013 por segunda vez a mellizos, un niño y niña llamados Joséphine y Léonard.

## Libros
- Élodie Gossuin, Mes rêves, mes passions, mes espoirs, Éditions Michel Lafon, 2004. ISBN 978-2749901145